# ایستگاه‌های راه‌آهن در ایتالیا

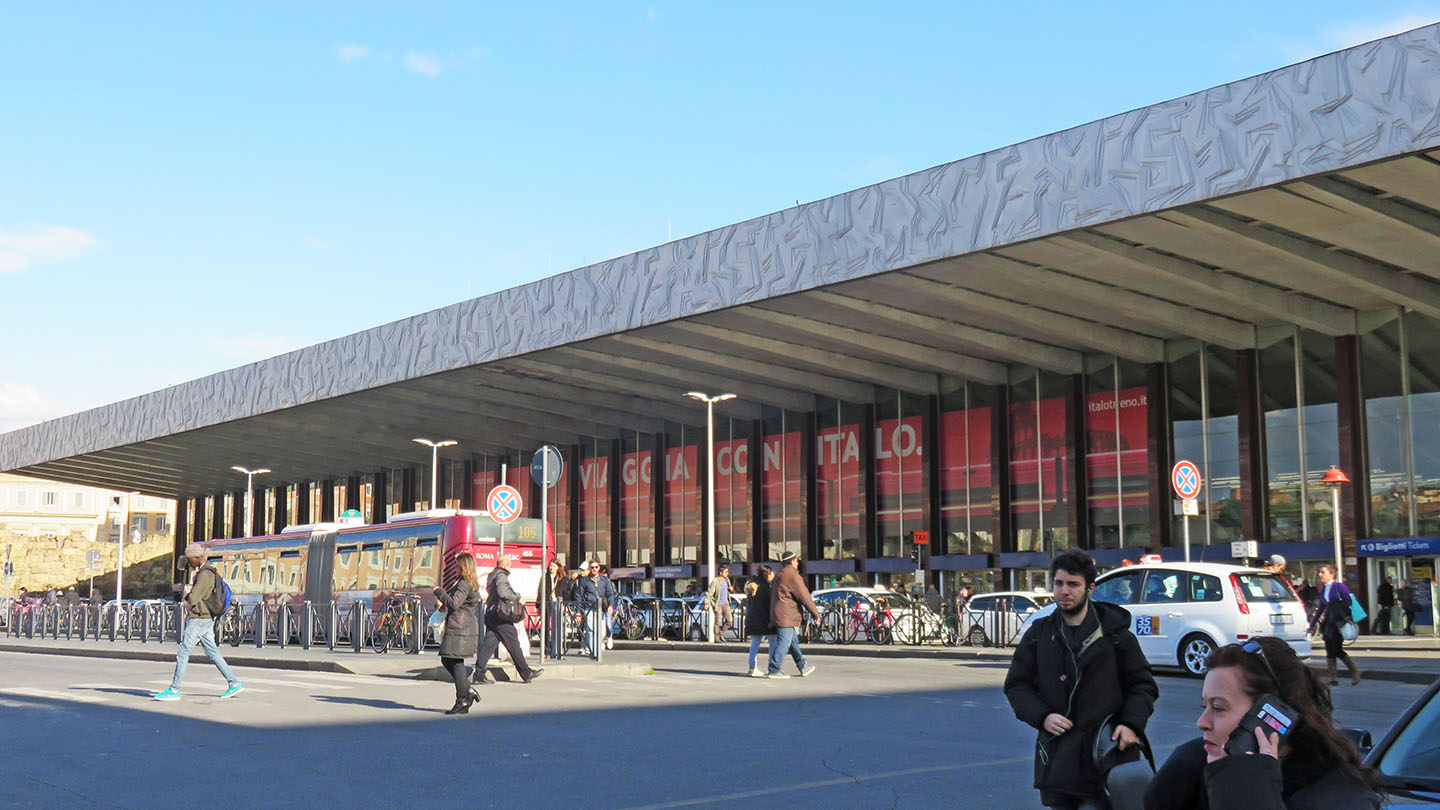
ایستگاه راه‌آهن ترمینی رم

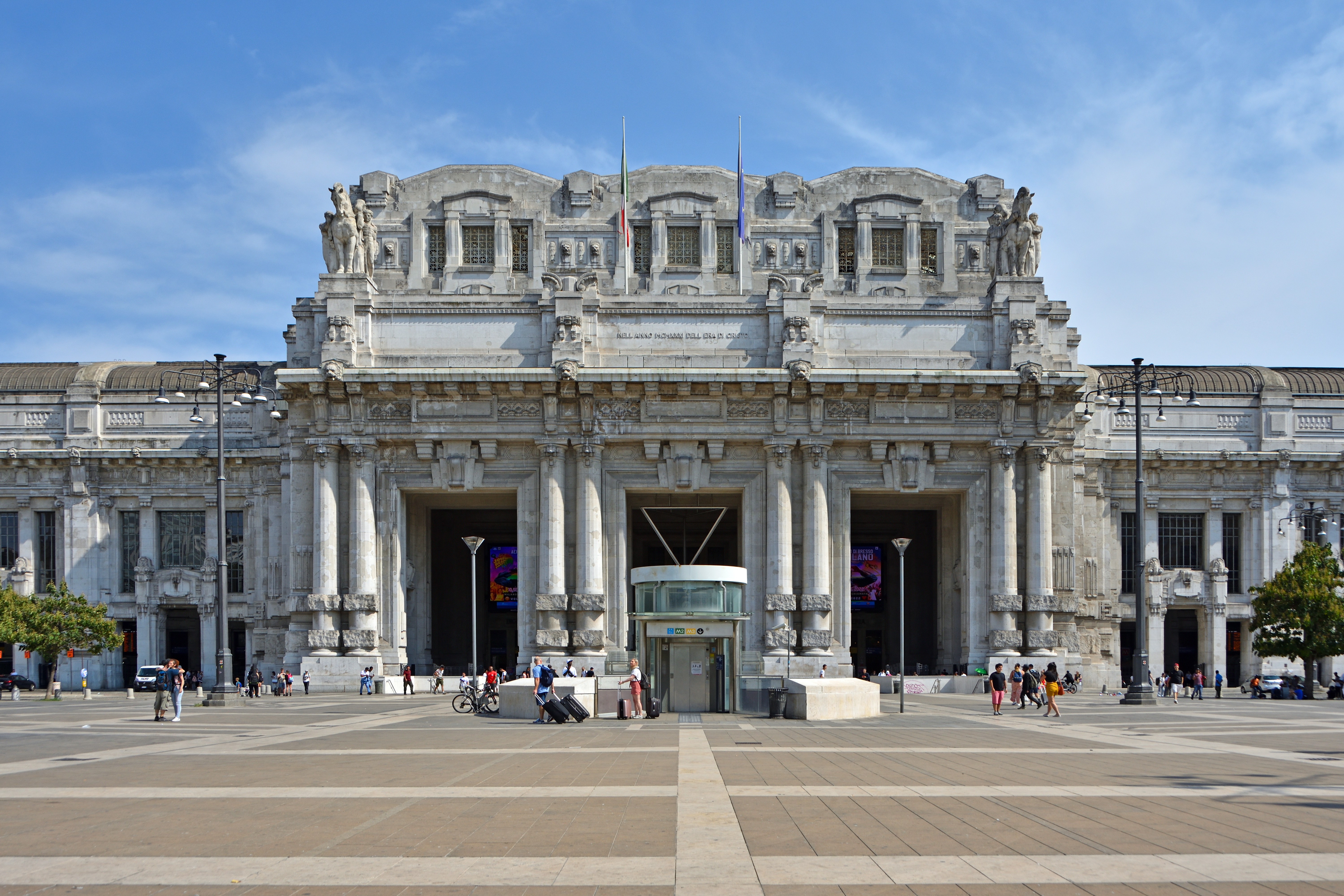
ایستگاه راه‌آهن مرکزی میلان

اکثر ایستگاه‌های راه‌آهن در ایتالیا توسط شرکت شبکه راه‌آهن ایتالیا (RFI)، یکی از شرکت‌های تابعه راه‌آهن دولتی ایتالیا نگهداری و اداره می‌شوند. همچنین بخش کوچکی از ایستگاه‌ها توسط شرکت‌های خصوصی و منطقه‌ای که توسط دولت واگذار شده است اداره می‌شوند.

## شلوغ‌ترین ایستگاه‌ها
| رتبه | ایستگاه                                  | وردی/خروجی سالانه (میلیون) | تعداد سکو | شهر     | ناحیه          |
| ---- | ---------------------------------------- | -------------------------- | --------- | ------- | -------------- |
| ۱    | ایستگاه راه‌آهن ترمینی رم                 | 150                        | ۳۲        | رم      | لاتزیو         |
| ۲    | ایستگاه راه‌آهن مرکزی میلان               | 145                        | ۲۴        | میلان   | لمباردی        |
| ۳    | ایستگاه راه‌آهن تورینو پورتا نوئووا       | 70                         | ۲۰        | تورین   | پیه‌مونته       |
| ۴    | ایستگاه راه‌آهن فیرنتسه سانتا ماریا نوولا | 59                         | ۱۹        | فلورانس | توسکانی        |
| ۵    | ایستگاه راه‌آهن مرکزی بولونیا             | 58                         | ۲۸        | بولونیا | امیلیا-رومانیا |
| ۶    | ایستگاه راه‌آهن رم تیبورتینا              | 51                         | ۲۰        | رم      | لاتزیو         |
| ۷    | ایستگاه راه‌آهن مرکزی ناپولی              | 50                         | ۲۵        | ناپل    | کامپانیا       |
| ۸    | ایستگاه راه‌آهن میلانو کادورنا            | 33.1                       | ۱۰        | میلان   | لمباردی        |
| ۹    | ایستگاه راه‌آهن ونیز مستره                | 31                         | ۱۳        | ونیز    | ونتو           |
| ۱۰   | ایستگاه راه‌آهن ونیزیا سانتا لوچیا        | 30                         | ۱۶        | ونیز    | ونتو           |